# Elstertrebnitz
Elstertrebnitz est une commune de Saxe (Allemagne), située dans l'arrondissement de Leipzig, dans le district de Leipzig.